# Terry Deary’s Tales
Terry Deary’s Tales (w wolnym tłumaczeniu: Legendy Terry’ego Deary’ego) – brytyjska seria książek z grupy spin-offów serii Strrraszna historia. Seria w fabularny sposób przedstawia mity, legendy i prawdziwe historie. Autorem jest Terry Deary.

## Tomy

### Egipskie mity
- The Magic and the Mummy (2004)
- The Gold in the Grave (2004)
- The Phantom and the Fisherman (2004)
- The Plot on the Pyramid (2004)

### Legendy z epokiTudorów
- The Actor, the Rebel and the Wrinkled Queen (2003)
- The Maid, the Witch and the Cruel Queen (2003)
- The Prince, the Cook and the Cunning King (2003)
- Thief, the Fool and the Big Fat King (2003)

### Greckie Mity
- The Town Mouse and the Spartan House
- Lion's Slave
- Boy who Cried Horse
- The Tortoise and the Dare

### Rzymskie mity
- The Captive Celt (2008)
- Goose Guards (2008)
- The Grim Ghost (2008)
- The Fatal Fire (2008)

### Rycerskie legendy
- The Knight of Spurs and Spirits
- The Knight of Silk and Steel (2009)
- The Knight of Swords and Spooks
- The Knight of Sticks and Straw (2009)